# Rue du Duc-Raoul
La rue du Duc-Raoul est une voie de la commune de Nancy, dans le département de Meurthe-et-Moselle, en région Lorraine.

## Situation et accès
La rue du Duc-Raoul est sise au sein de la Vieille-ville de Nancy, à proximité de la basilique Saint-Epvre et du palais ducal. La voie appartient administrativement au quartier Ville-Vieille - Léopold.

## Origine du nom
Elle porte le nom de Raoul duc de Lorraine (1320-1346).

## Historique
Ancienne « rue de la Boucherie » elle est devenue par décision du conseil municipal du 22 mai 1897, « rue du Duc-Raoul ».

## Bâtiments remarquables et lieux de mémoire

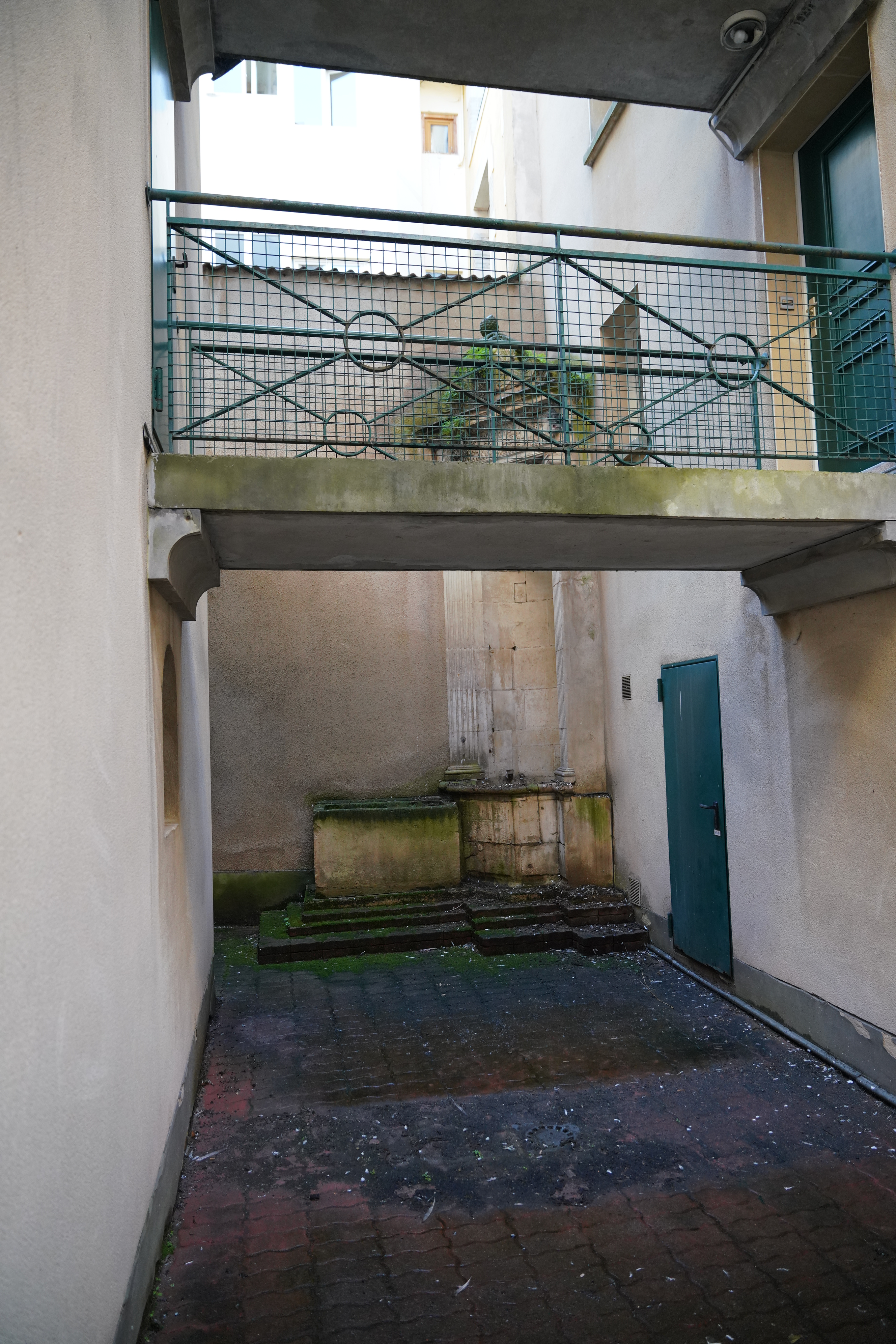
Un puits dans une cour donnant rue du duc Raoul,
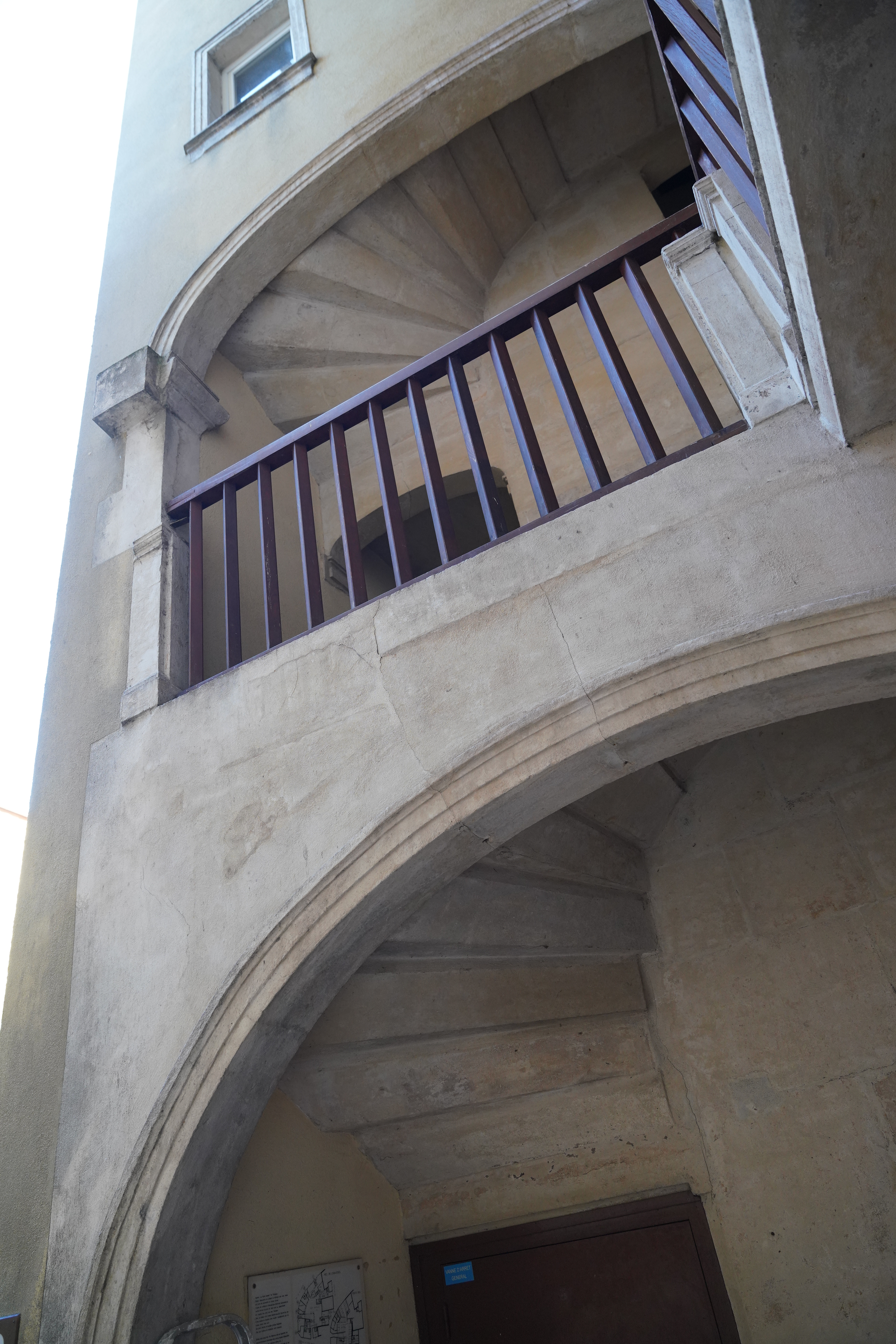
et un escalier dans la cour.